# NCLN
NCLN‏ (Nicalin) هوَ بروتين يُشَفر بواسطة جين NCLN في الإنسان.